# 클립보드
클립보드(clipboard, ‘종이 끼우개’라는 뜻)는 잘라내서 붙여넣는 과정을 통해 문서나 응용 프로그램 사이에 자료가 전송될 때 짧은 시간 동안 해당 자료를 저장하는 데에 사용되는 소프트웨어 프로그램이다. 보통 그래픽 사용자 인터페이스 환경의 일부이며 환경 안에 있는 대부분의 프로그램으로부터 접근할 수 있는 임시 메모리 블록과 동의어이다.

## 역사
작은 텍스트 조각을 위한 버퍼로 사용된 클립보드는 펜티 카네르바(Pentti Kanerva)가 삭제된 텍스트를 복원하기 위해 저장하는 데 처음 사용했다. 한 곳에서 텍스트를 삭제하고 다른 곳에서 복원할 수 있으므로 이 경우 "삭제"라는 용어는 예상할 수 있는 것이 아니다. 래리 테슬러(Larry Tesler)는 1973년에 이를 잘라내기, 복사, 붙여넣기라고 이름을 바꾸고 이 버퍼에 대해 "클립보드"라는 용어를 만들었다. 이러한 기술에는 복사되거나 잘라낸 데이터를 임시로 저장하기 위한 클립보드가 필요하기 때문이다.

## 컴퓨터 보안
클립보드 하이재킹은 개인의 클립보드 내용이 악성 웹사이트 링크와 같은 악성 데이터로 대체되는 취약점 공격이다. 일부 보안 허점이 패치되었지만 자바스크립트는 '페이스트재킹'(pastejacking)이라는 공격을 통해 클립보드 내용을 수정하는 데 여전히 사용될 수 있다. 이 공격을 개발한 딜런 에이레이(Dylan Ayrey)는 이 공격을 사용하여 사용자가 실행하고 싶지 않은 명령을 실행하도록 속일 수 있는 방법을 보여주는 웹 사이트를 만들었다.
웹페이지가 클립보드 데이터를 가져오는 공격이 있었다. 2013년 초에 연구원들은 안드로이드 (운영체제) 기반 비밀번호 관리자에서 발생하는 위험을 노출하고 이러한 앱 중 가장 인기 있는 21개 앱의 비밀번호가 매우 낮은 수준의 권한을 가진 앱을 포함하여 안드로이드 기기의 다른 앱에서 어떻게 액세스할 수 있는지 문서화했다. 조 시그리스트(Joe Siegrist)는 이것이 "안드로이드에서 실행되는 모든 것에 영향을 미치는 OS 수준 문제"라고 지적한다.

## 운영 시스템 클립보드

### 마이크로소프트 윈도우
마이크로소프트 윈도우 운영 체제의 일부 버전은 클립보드 뷰어(윈도우 XP/2000에서는 클립북 뷰어) 응용 프로그램(Clipbrd.exe)을 사용하여 클립보드의 내용을 언제든지 볼 수 있게 되어 있다. 더 오래된 윈도우 버전에서는 메모장이나 워드패드 편집기의 복사본을 열어서 붙여 넣으면서 알아 볼 수 있다. 이러한 기능은 "편집" 메뉴의 복사, 잘라내기, 붙여넣기 등의 하부 메뉴를 통해 사용할 수 있다.
표준 윈도우 단축키는 다음과 같다:
- Ctrl+C: 자료를 복사하여 클립보드에 저장
- Ctrl+X: 자료를 잘라내서 클립보드에 저장
- Ctrl+V: 클립보드에 저장된 자료를 붙여넣기

다른 단축키는 다음과 같다. (대부분의 윈도우 프로그램에서 사용할 수 있다.)
- Ctrl+Ins: 복사
- Shif+Del: 잘라내기
- Shif+Ins: 붙여넣기

클립보드 뷰어는 윈도우 비스타에서 완전히 제거되었다.

### OS X
맥 운영 체제에서 파인더의 편집 메뉴로부터 클립보드 보기 메뉴 항목을 선택함으로써 내용을 볼 수 있다. 표준 맥 OS 단축키는 다음과 같다:
- ⌘ Cmd+C: 자료를 복사하여 클립보드에 저장
- ⌘ Cmd+X: 자료를 잘라내서 클립보드에 저장
- ⌘ Cmd+V: 클립보드에 저장된 자료를 붙여넣기

### X 윈도 시스템
X 윈도 시스템은 보통 유닉스와 리눅스 시스템에서 사용되며, 셀렉션을 통해 클립보드를 제공한다. 셀렉션은 비동기적이므로 데이터는 사용자가 원할 때에만 복사되고 원하는 형태로 변환된다.

## 같이 보기
- 잘라내기, 복사, 붙여넣기

### 개발자를 위한 정보
- C# 클래스 기능 추가 (마이크로소프트 윈도우)